# Proboloides tunda
Proboloides tunda är en kräftdjursart som beskrevs av J. L. Barnard 1962. Proboloides tunda ingår i släktet Proboloides och familjen Stenothoidae. Inga underarter finns listade i Catalogue of Life.